# Bones (sång)
Bones är en låt av den finländska rockgruppen The Rasmus, utgiven som singel den 14 maj 2021. Den skrevs av gruppens fyra medlemmar och producerades av Jon "Joshua" Schumann. Låten planeras även släppas på bandets kommande tionde studioalbum.
Sångaren Lauri Ylönen har sagt att låten handlar om dålig karma. "Det du lämnar bakom dig i livet kommer du att hitta framför dig en dag. Den här låten visar ett lite annorlunda sound men har fortfarande det typiska mörka lagret av The Rasmus."

## Musikvideo
Låten fick inte någon officiell musikvideo men en Lyric Video publicerades på bandets Youtube-kanal den 14 maj 2021.

## Låtlista
Digital nedladdning
1. "Bones" – 3:48

## Medverkande
The Rasmus
- Lauri Ylönen – sång
- Eero Heinonen – bas
- Pauli Rantasalmi – gitarr
- Aki Hakala – trummor

Produktion
- Joshua – producent, ljudmix
- Tor Bach Kristensen – mastering